# Cribrinopsis
A Cribrinopsis a virágállatok (Anthozoa) osztályának tengerirózsák (Actiniaria) rendjébe, ezen belül az aktíniák (Actiniidae) családjába tartozó nem.

## Rendszerezés
A nembe az alábbi 7 faj tartozik:
- Cribrinopsis albopunctata Sanamyan & Sanamyan, 2006
- Cribrinopsis crassa (Andrès, 1881)
- Cribrinopsis fernaldi Siebert & Spaulding, 1976
- Cribrinopsis olegi Sanamyan & Sanamyan, 2006
- Cribrinopsis robertii Parulekar, 1971
- Cribrinopsis similis Carlgren, 1921
- Cribrinopsis williamsi Carlgren, 1940